# Baron Zouche
Pour les articles homonymes, voir Zouche.
Baron Zouche ((en) Baron Zouche) est l'un des plus anciens titres de noblesse dans la pairie d'Angleterre, cadets de la maison noble de Rohan.

## Histoire
Le fils cadet de Geoffroi, vicomte de Porhoët (1116 † 1131), Alain Ceoche dit La Zouche (mort en 1190), épouse Alix fille du seigneur Philippe de Beaumais, et hérite des domaines en Angleterre où il fait souche.
Son petit-fils devient Alain, baron Zouche en 1299 († 1314), se marie avec Alianore, fille du baron Segrave, dont son neveu, William fils cadet d'Odo de La Zouche, lui a succédé par cession comme baron Zouche (en 1308). 
William la Zouche épouse Éléonore de Clare (1292-1337), veuve de Hugues le Despenser ; elle est la fille de Jeanne d'Angleterre et de son premier époux le comte Gilbert de Clare avec qui elle se marie en 1290 à Westminster.  
Depuis 1965, les barons Zouche sont aussi baronnets Frankland.